# Gle Geunteng
Gle Geunteng är en kulle i Indonesien.   Den ligger i provinsen Aceh, i den västra delen av landet, 1 800 km nordväst om huvudstaden Jakarta. Toppen på Gle Geunteng är 58 meter över havet.
Terrängen runt Gle Geunteng är varierad. Havet är nära Gle Geunteng norrut. Runt Gle Geunteng är det ganska tätbefolkat, med 179 invånare per kvadratkilometer. Närmaste större samhälle är Banda Aceh, 6,3 km nordost om Gle Geunteng. Trakten runt Gle Geunteng består till största delen av jordbruksmark.